# Lysimelia alstoni
Lysimelia alstoni là một loài bướm đêm trong họ Erebidae.